# Chicacole
Chicacole és una ciutat i municipi d'Andhra Pradesh, al districte de Srikakulam, avui anomenada Srikakulam a la riba del Nagavali. Després de la caiguda dels Gajapati d'Orissa, sota l'emperador Akbar el Gran, Chicacole o Srikakulam va esdevenir el centre d'uns dels sarkars d'Orissa també anomenat Kalinga Dandapat; Srikakulam fou anomenada Gulshanabad (ciutat jardí) i fou capital dels fawjdars o governadors mogols, el més conegut dels quals fou Sher Mohammad Khan (Sher Khan) conegut també com a Sher-e-Gulshanabad (Lleó de Gulshanabad) que va deixar algunes construccions. El nizam d'Hyderabad va ocupàr la zona entre Rajahmundry i Srikakulam al segle XVII. Els britànics la van anomenar Chicacole. El 15 d'agost de 1950 fou erigida en capital del nou districte de Srikakulam a Andhra Pradesh, en part format per territoris separats del districte de Vishakapatnam al qual pertanyia la ciutat.